# Lubor Kysučan
Lubor Kysučan (* 1968) je český filosof, klasický filolog, bohemista, historik starověku, překladatel, environmentalista a vysokoškolský učitel. Je autorem mnoha populárních článků o antickém světě a také spoluautor několika středoškolských a vysokoškolských učebnic. Byl spoluzakladatelem a šéfredaktorem vědecko-populárního časopisu Echo Latina. Ve své odborné práci se především zabývá dějinami latiny a latinské literatury, environmentálními dějinami starověkých civilizací a environmentálním myšlením v kontextu antické filosofie a náboženství, antickými tradicemi v české a evropské literatuře, sociálními a kulturními dějinami pozdní antiky a environmentálními problémy v klasické antice. Jako pravověrný skeptik má problémy s organizovanými institucemi a masovými hnutími všeho druhu. Svobodu a radost nalézá především v přírodě, stoické a buddhistické literatuře a setkáváním s vnitřně svobodnými lidmi.

## Akademická aktivita
Od roku 1992 působil Lubor Kysučan na FF UP, kde se spolupodílel na budování znovuobnovené Katedry klasické filologie, kterou od roku 2010 vedl. Velmi významně se zasadil o propagaci latinského jazyka. Klíčové bylo založení národní olympiády v latině Certamen Latinum, která je čtvrtou největší jazykovou soutěží v ČR. Vedle akademické činnosti působil v nevládních organizacích zaměřených na podporu lidských práv, v rámci této činnosti absolvoval několik zahraničních humanitárních a pozorovatelských misí. V akademické politice se angažoval už jako student, kdy byl členem porevolučního senátu MU v Brně. Působil také jako místopředseda AS FF UP a člen AS UP. Prosazoval dodržování základních akademických práv a principů, generační spravedlnost, ekonomickou solidaritu s menšími katedrami, transparentní hospodaření, podpořil zřízení studentského ombudsmana a usiloval o snížení diskriminačních poplatků za překročení povolené délky studia.
Podle vlastních slov akademickou půdu chápe jako ze své podstaty svobodný prostor, který nelze řídit jako firmu, úřad či politickou stranu a kam nepatří byrokracie a složitou mocenskou hierarchií podpírané autoritářství.